# Musée public national de Cherchell
Le musée public national de Cherchell est un musée archéologique situé à Cherchell dans la wilaya de Tipaza en Algérie, qui présente le passé de la ville de la Préhistoire, aux périodes romaine, grecque, ottomane, ainsi que des vestiges du site archéologique de Césarée de Maurétanie, actuellement dénommée « Cherchell ». Les vestiges archéologiques de Cherchell constituent un patrimoine d'une grande valeur. Une bonne partie des pièces de ce musée a été découverte lors de fouilles.

## Historique
En 1840, avec l'arrivée des Français et la construction de la nouvelle ville, beaucoup d'objets archéologiques ont été découverts sans qu'une gestion soit organisée. Durant 1844, les objets découverts étaient stockés dans une petite mosquée appartenant à la famille Berkani. Après la destruction de cet édifice lors d'un tremblement de terre en 1846, ces objets seront transférés vers une galerie ouverte, dans la cour d'une maison de style mauresque.
En 1853, la commune décide de raser les locaux et les collections sont encore une fois transférées dans un autre local situé dans la rue Abdelhak, ex-Caesarea. Plusieurs pièces de valeur sont acheminées vers le musée du Louvre à Paris et le Musée national des antiquités et des arts islamiques à Alger.
En 1855, les objets sont stockés au niveau de l'hôtellerie. Devant l'importance des découvertes, le Gouverneur général d'Algérie Charles Jonnart décide de doter la ville de Cherchell d'un vrai musée, qui ouvre ses portes au public en 1908,.
En 1979, un nouveau musée est édifié pour remplacer l'ancien musée qui n'arrivait plus à recevoir de nouvelles pièces archéologiques.

## Collections
Le musée est composé de plusieurs galeries. Une galerie est consacrée à une collection d'objets de la vie quotidienne tels que des pièces de monnaie, des bijoux, des poteries, des lampes, des vases de toutes sortes et du mobilier funéraire (stèles, sarcophages) des trois périodes : punique, romaine et islamique. Une autre galerie est consacrée à l'art romain, où sont exposées une série de sculptures : bustes et têtes de philosophes, divinités romaines d'origine grecque ainsi que des fragments de reliefs et de fresques qui ornaient les murs des villas. Les mosaïques ont été rassemblées dans une galerie spéciale, dans un souci de conservation,.
Le visuel du visage de la statue de la déesse Isis conservée dans le musée a été utilisé sur le billet de banque d'une valeur de 1 000 francs émis en Algérie en 1948.

### Statuaire
Liste non exhaustive
- Sculpture d'Athena (Minerve)
- Sculpture d'Apollon citharède, époque d'Hadrien[7]
- Sculpture de Bacchus
- Statue de Mars Ultor
- Statue de Fortune
- Statue de Déméter, époque d'Hadrien[7]
- Statue de Cérès
- Statue de Diane
- Statue d'Esculape
- Statue de Satyre
- Statue de Berger
- Statue d'Hercule, du IIe siècle[7]
- Statue d'Hermès ( Mercure)
- Statue de Pan
- Statue de Silène
- Statue de Vénus
- Statue d'Aphrodite
- Statue de Coré

Quelques-unes des statues exposées
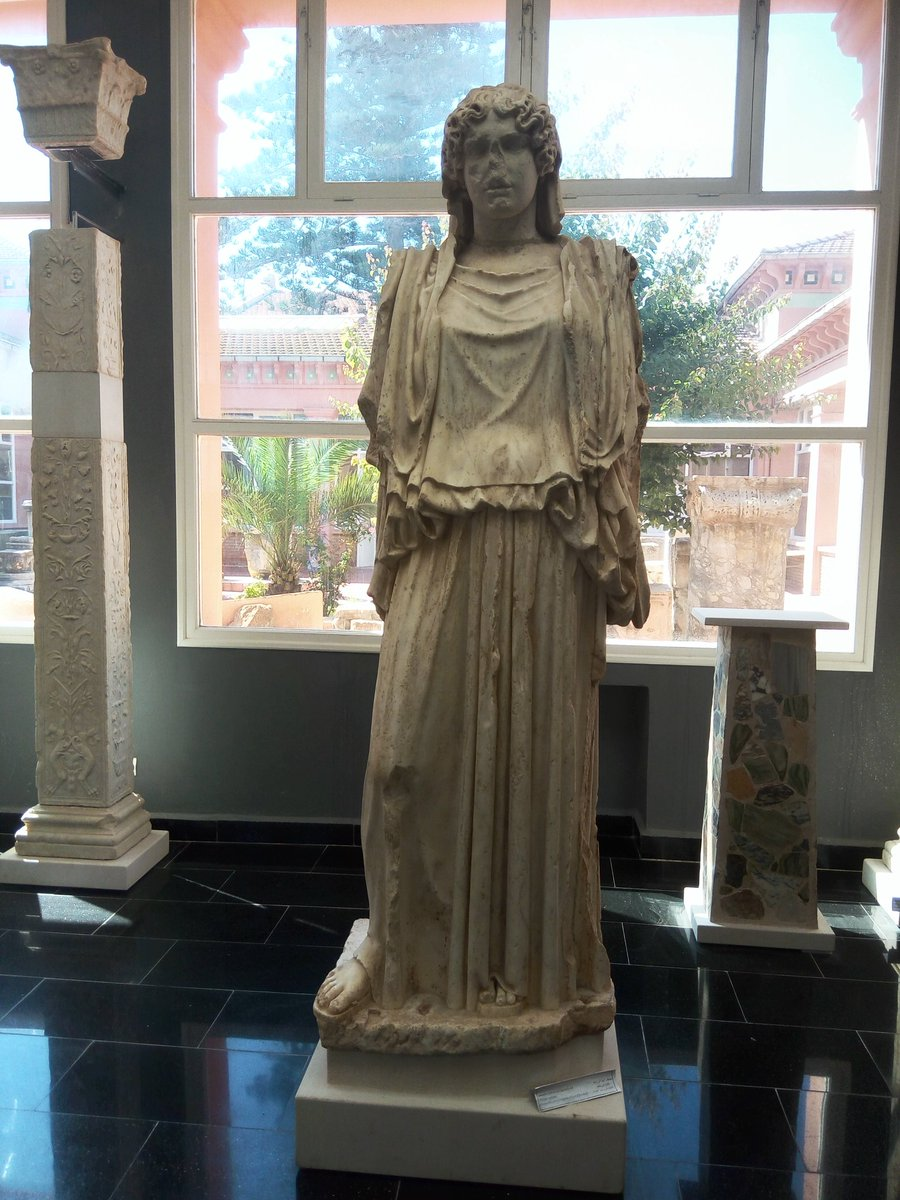
Sculpture en marbre de Déméter déesse de l'agriculture et des moissons.
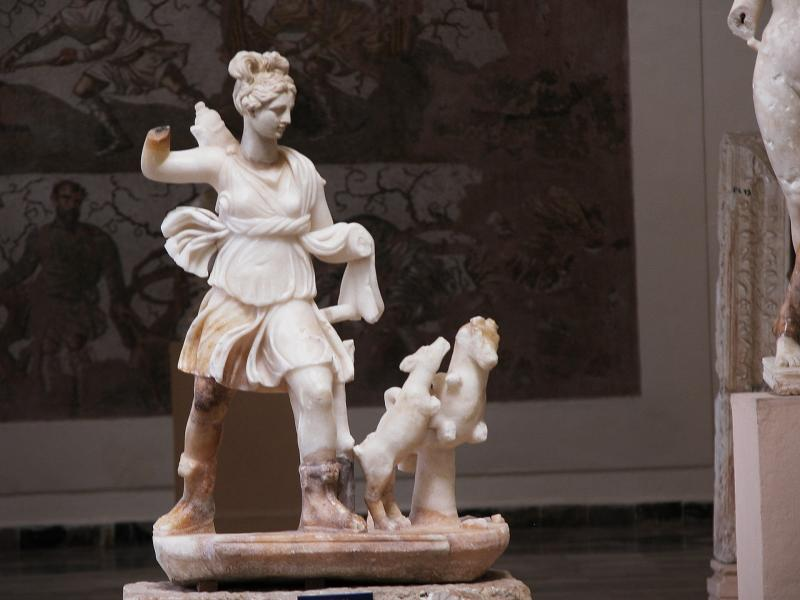
Statue de Diane déesse de la chasse et de la lune.
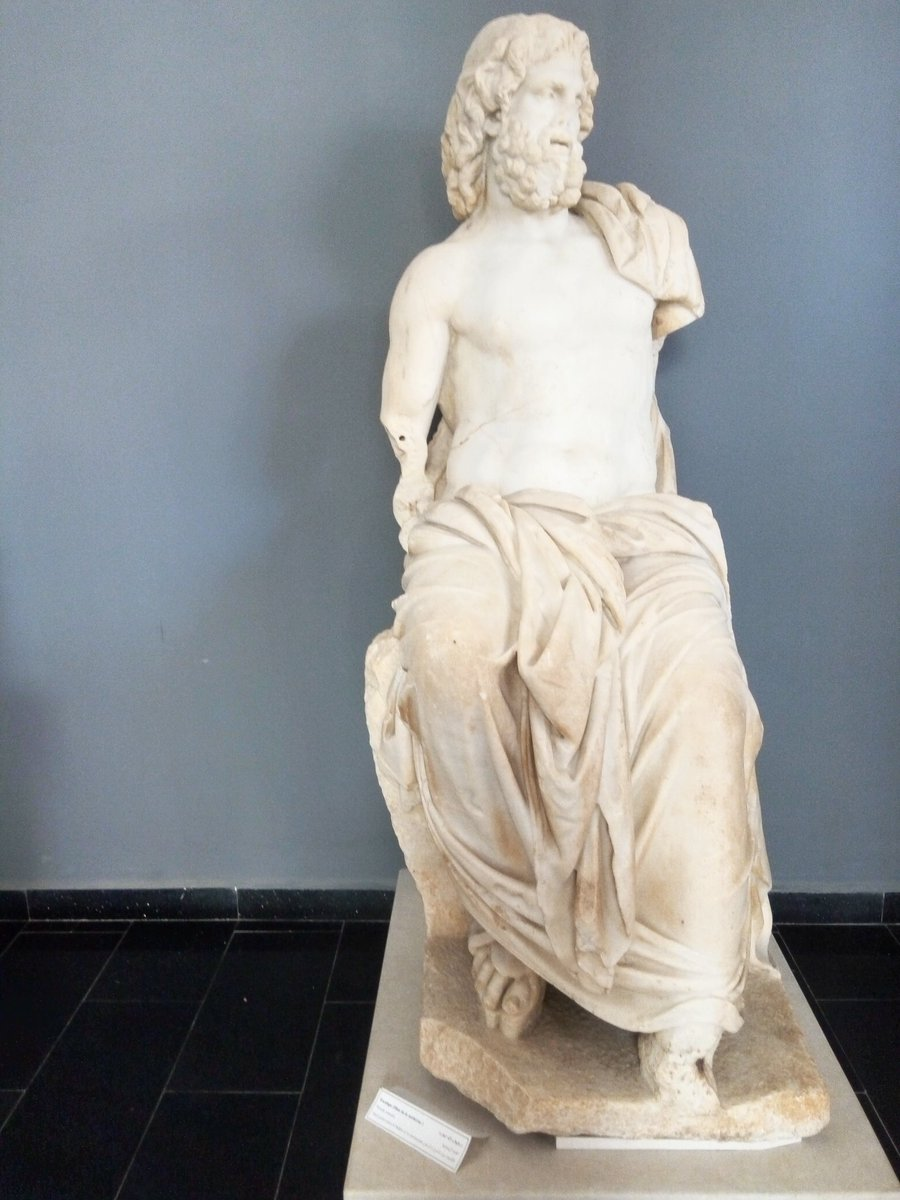
Statue d'Esculape dieu de la médecine.
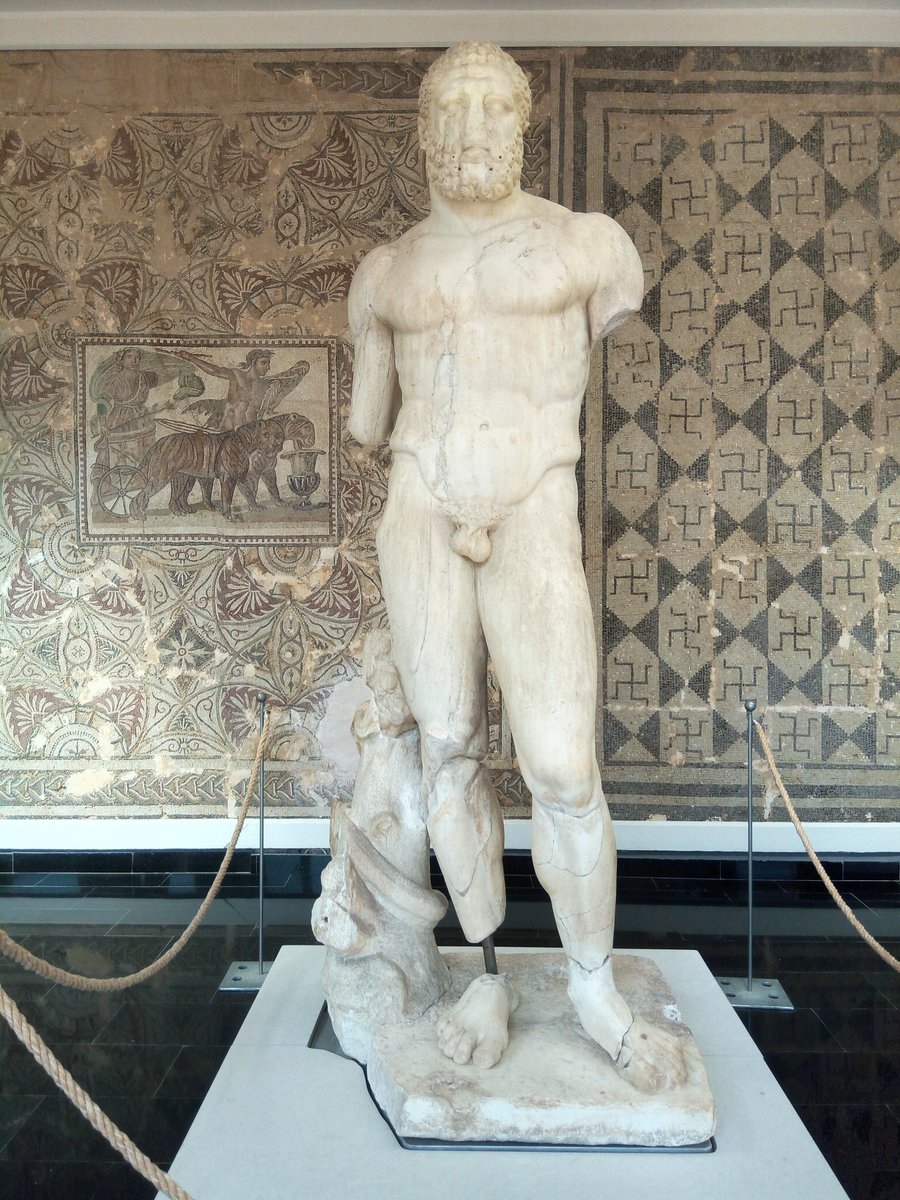
Statue en marbre d'Hercule, version romaine d'Héraclès
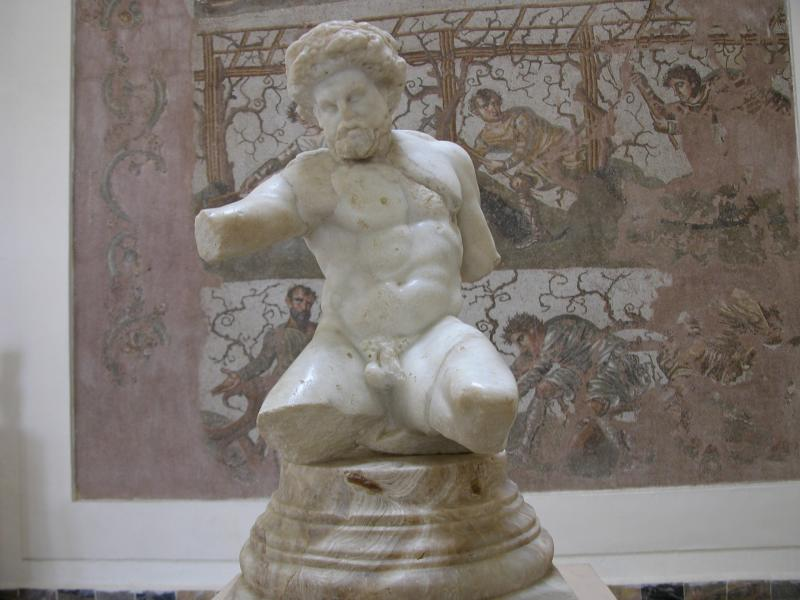
Statue de Pluton dieu des enfers.
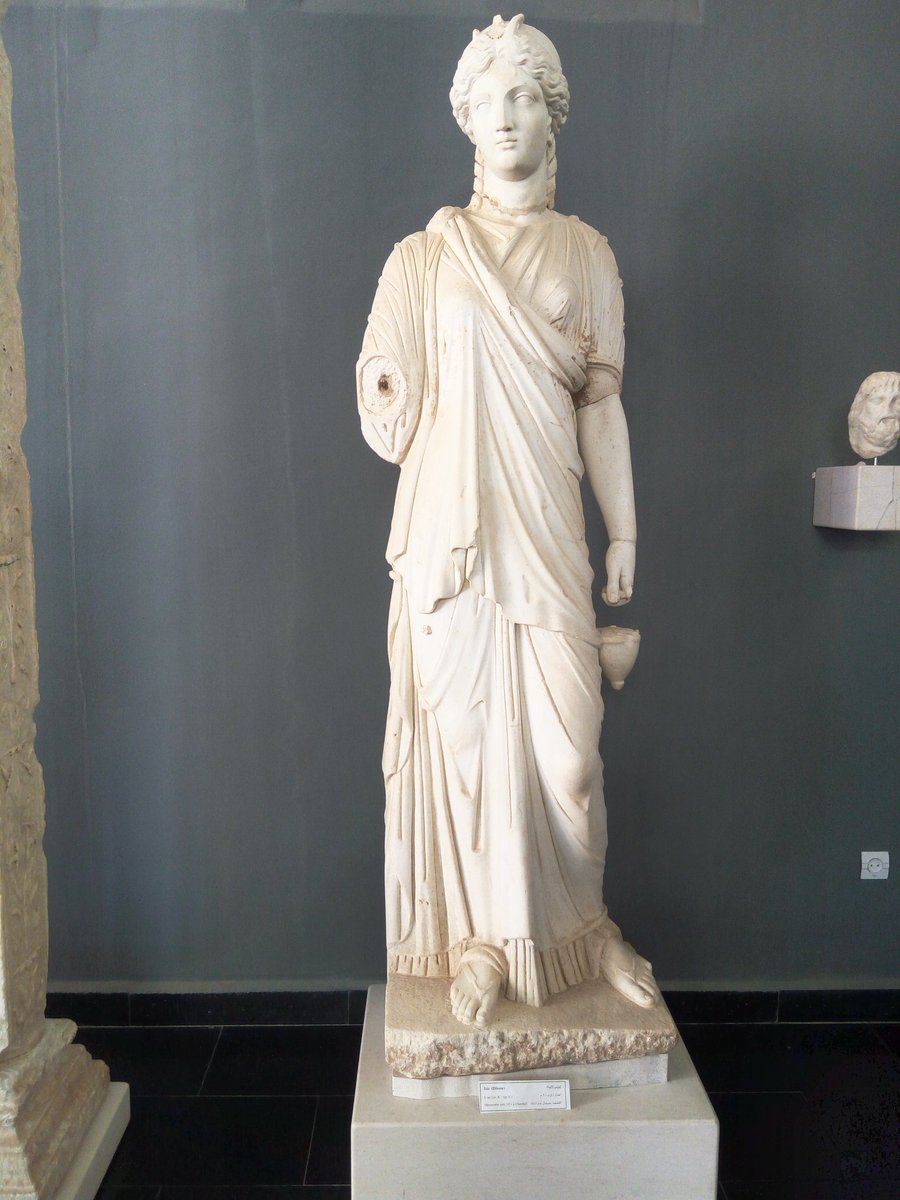
Statue de la déesse funéraire Isis.

### Mosaïques
Le musée de Cherchell est très riche en mosaïques romaines. L'inventaire publié en 2005 répertorie 195 mosaïques, complètes ou fragmentaires.
L'absence de contexte archéologique précis relié aux prélèvements de ces mosaïques limite leur repérage chronologique aux seuls critères stylistiques, plus aléatoires. La réalisation en opus tessellatum est la technique la plus couramment observée à Cherchell. Après une première phase de décors en noir et blanc, généralement dans des bâtiments publics, une polychromie raffinée apparaît à la fin du IIe siècle apr. J.-C. Le dessin se perfectionne au IVe  et au  Ve siècle, marquant les constrastes d'ombre et de lumière, les modelés et les reliefs, avec un goût pour l'exubérance des motifs géométriques et végétaux.
On distingue quatre décors :
- décor couvrant géométrique,
- décor floral ou  végétal,
- tableaux figurés qui traitent des scènes agricoles, scènes de la vie quotidienne, scènes de loisirs, des épisodes mythologiques,
- inscriptions.

Voici quelques unes des mosaïques les plus spectaculaires du musée.

#### Mosaïque duTriomphe bachique
Cette mosaïque a été dégagée en assez bon état de conservation en deux fois, en partie en 1926 et totalement en 1934. Elle décorait le sol dans la salle de réception d'une maison, formant un tapis de 7,08 × 3,84 m. Son motif central (1,33 × 1,07 m) représente le char de triomphe de Dionysos, tiré par deux tigres. Les deux fauves au dos tigré semblent avancer lentement, l'un se désaltère à un cratère posé au sol, l'autre tourne la tête vers le spectateur. Debout sur le char en robe flottante, Dionysos, coiffé d'un diadème de feuillages, tient de la main droite son emblématique thyrse  terminé par une pomme de pin. Á côté de l'attelage, un satyre au torse muscleux brandit de son bras droit ce qui semble être un javelot, tandis que son bras gauche est couvert d'une nébride, peau de chèvre protectrice.
Les tesselles en calcaire, en marbre et en pâte de verre, sont fines (entre 6mm et 10mm de côté) et combinent une grande variété de coloris (neuf teintes et dix-huit nuances).
Dans le prolongement de la mosaïque du triomphe bachique se trouvait une mosaïque (3,75 × 2,13 m) au décor purement géométrique, formé d'une juxtaposition de triangles noirs et d'hexagones blancs ornés d'une svastika en leur centre 

Mosaïque du triomphe bachique
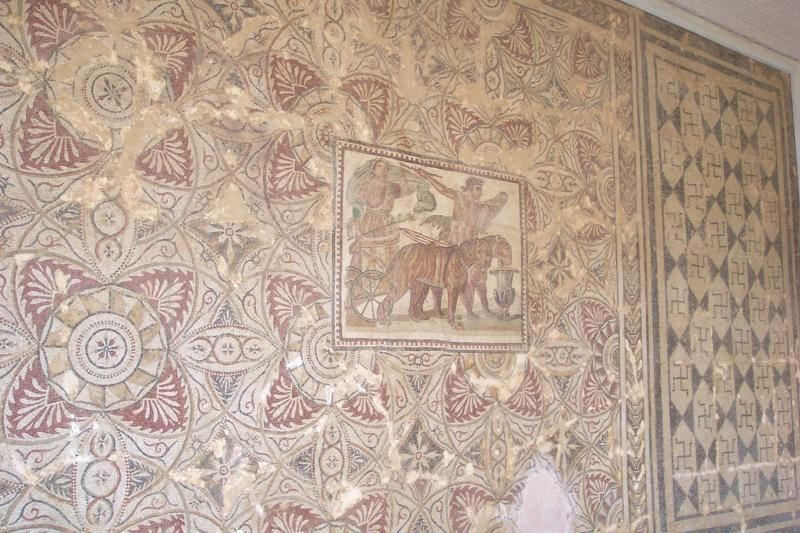
Vue d'ensemble, décor géométrique et médaillon.
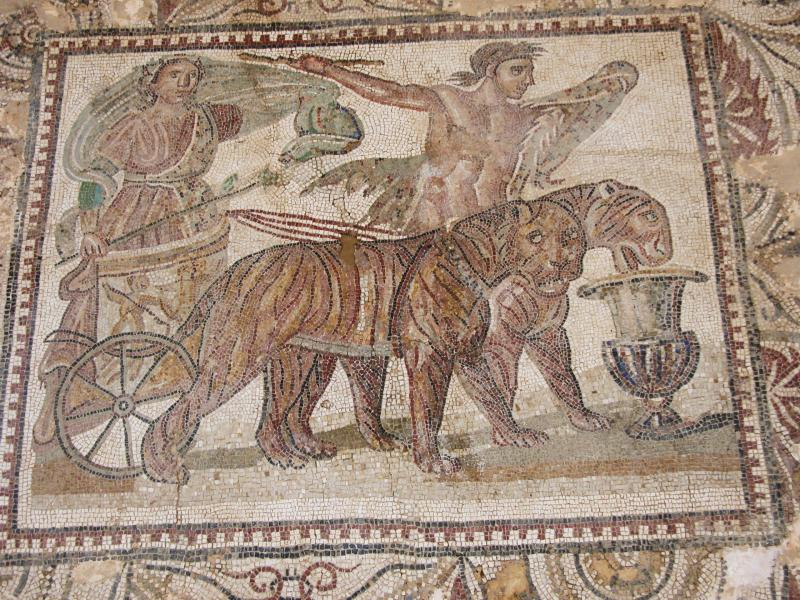
Motif central, char tiré par deux léopards de Barbarie.
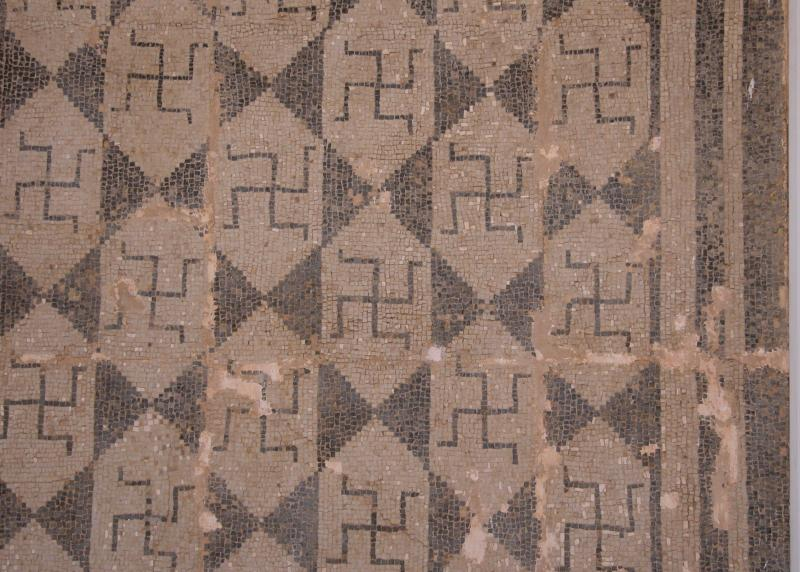
Tapis géométrique, détail.

#### Mosaïque desTrois Grâces

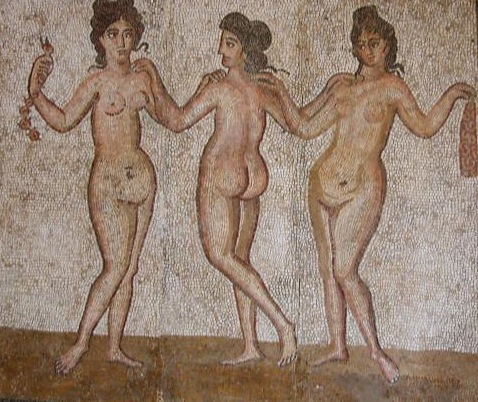
Mosaïque Les Trois Grâces.

Cette mosaïque est découverte en 1882 dans une luxueuse demeure de Césarée (Cherchell) dite la « maison des Julii » d'après une inscription honorifique qu'elle contenait. Située dans le vestibule d"une grande salle à abside, elle est dégagée en 1886 par Victor Waille, qui la sépare de la bordure qui l'encadrait. Ses dimensions actuelles sont 2,48 × 2,07 m. Les tesselles, mesurant entre 8 et 20 mm de côté, sont en calcaire, marbre et terre cuite, donnant des coloris beige, ocre jaune, ocre rouge, brun et rose.
Le tableau montre sur un fond blanc Les Trois Grâces, debout et nues, se tenant par l'épaule selon un schéma iconographique classique. Aux extrémités, elles tiennent une guirlande de fleurs. Le thème des Grâces est issu de la mythologie grecque qui les figurait vêtues, mais la représentation romaine ultérieure a préféré la nudité.

#### Mosaïque desNeuf Muses

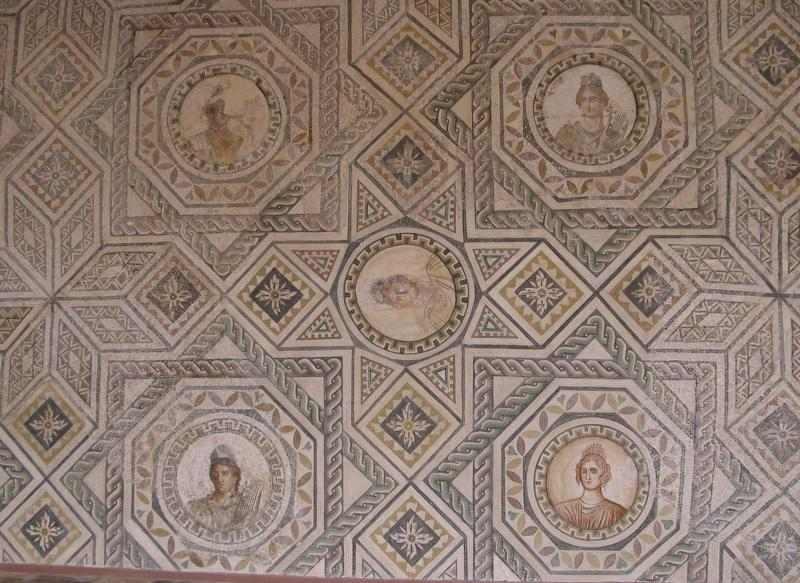
Mosaïque Les Neuf muses, avec la Muse centrale.

Cette mosaïque est découverte dans une maison luxueuse, lors des fouilles menées en 1921 et 1923 par Glenat, limitées au dégagement de grands bains privés (30 × 20 m environ). Occupant une valle salle rectangulaire, la mosaïque mesure 9,30 × 4,50 m, ses tesselles sont en calcaire, en marbre, en terre cuite, avec quelques détails en pâte de verre, apportant une palette de 9 teintes et 14 nuances.
Le décor géométrique de fond alterne des étoiles à huit branches formé par deux carrés superposés, entourées de motifs en croix constitués de petits losanges. L'intérieur des huit étoiles centrales est montre, dans une couronne circulaire, des bustes féminins, les Muses. Chacune tient un objet emblématique, un masque tragique de vieillard pour Melpomène, muse de la Tragédie, une lyre à six cordes pour Terpsichore, muse de la danse, un volumen pour Calliope, muse de la poésie. La neuvième Muse est placée dans la croix centrale, mais elle ne tient pas d'objet permettant de la reconnaitre. Sur cette série de médaillons, six seulement ont été préservés, les lacunes sont bouchées avec du plâtre.

#### Mosaïque desTravaux champêtres
Plusieurs fouilles, conduites sans grande rigueur entre 1925 et 1935 dans le secteur occidental de la ville antique, ont mis au jour en 1925 la mosaïque dite des Travaux champêtres dans un édifice dont la nature n'a pas pu être déterminée. La mosaïque mesure 5,25 × 3,50 m, incluant une bordure de 57 cm en rinceau d'acanthe. Le dessin est réalisé avec des tesselles particulièrement fines, de 3 à 9 mm de côté. Le dessin est remarquable par la mise en place des personnages, la variété de leurs attitudes et les détails de physionomie. 
Le tableau central est divisé en quatre bandes superposées d'un mètre à 1,35 mètre de hauteur chacune. Les deux bandeaux supérieurs montrent des scènes de labour et de semailles, les deux du bas illustrent le sarclage de la vigne.
Les registres supérieurs montrent des paysans vêtus de tuniques courtes et de jambières, chaussés de sandales, qui travaillent dans un champ d'oliviers. L'un, muni d'un panier attaché à son cou, puise les semences qu'il disperse de la main droite. Il est suivi d'un attelage de deux taureaux tirant une araire. Au-dessous, l'attelage d'un second laboureur fait face à un paysan qui brandit un bâton au-dessus de sa tête.
Les deux registres inférieurs montrent une vigne dépourvue de feuilles, disposée en treille supportée par trois gros montants verticaux. Dans le premier registre, deux paysans vêtus de tunique courte et de jambières sarclent les pieds de vigne, la tête, les bras er la jambe d'un troisième ouvrier sont visibles surle bord. En dessous, un paysan sarcle un pied de vigne sous le regard d'un homme barbu debout qui tient un bâton à la main, visiblement le surveillant des travaux.  

Travaux champêtres
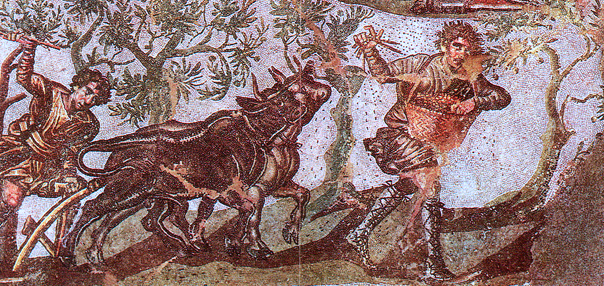
Labour et semailles.
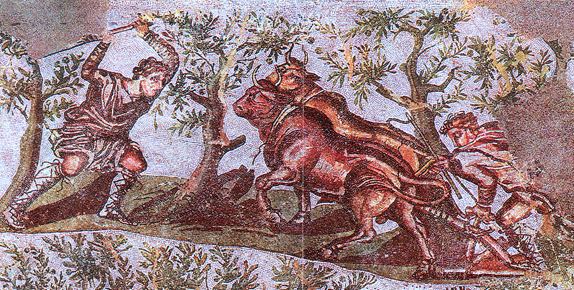
Labours.
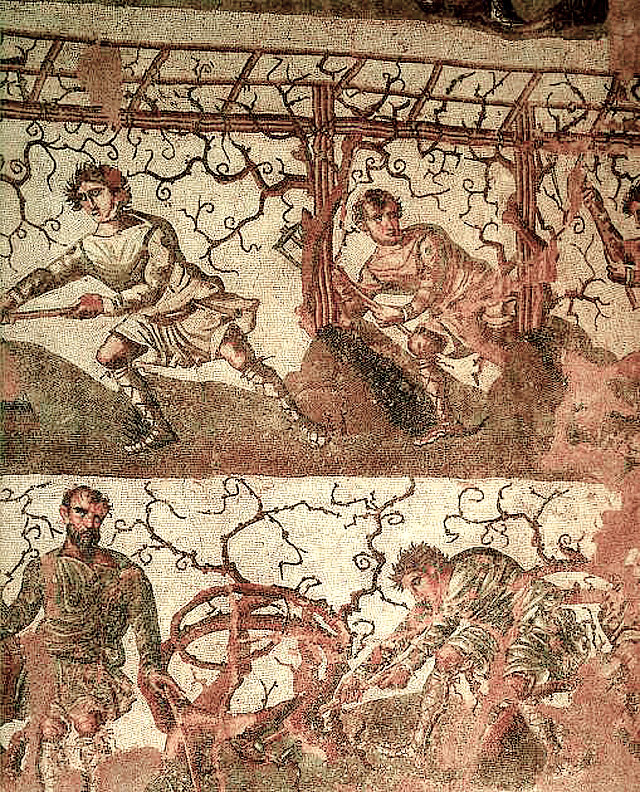
Sarclage de la vigne.
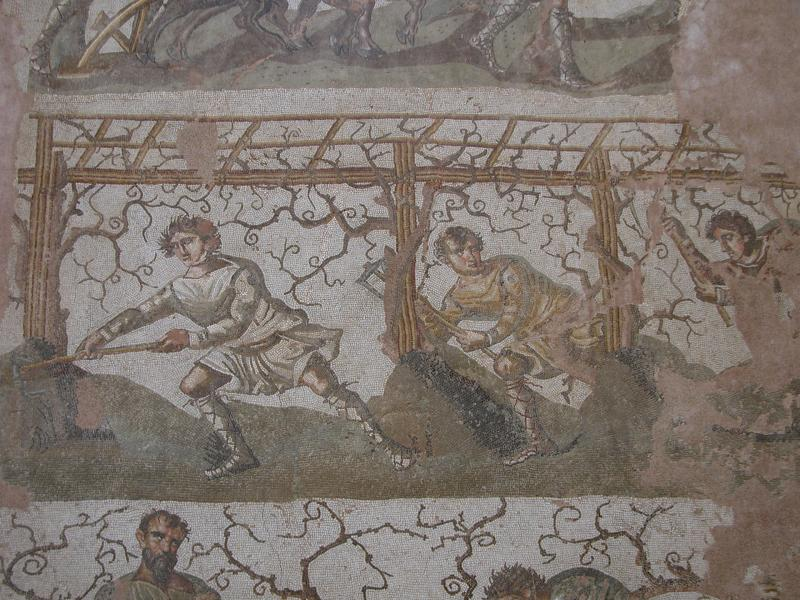
Sarclage de la vigne.

#### Mosaïque de laScène de chasse

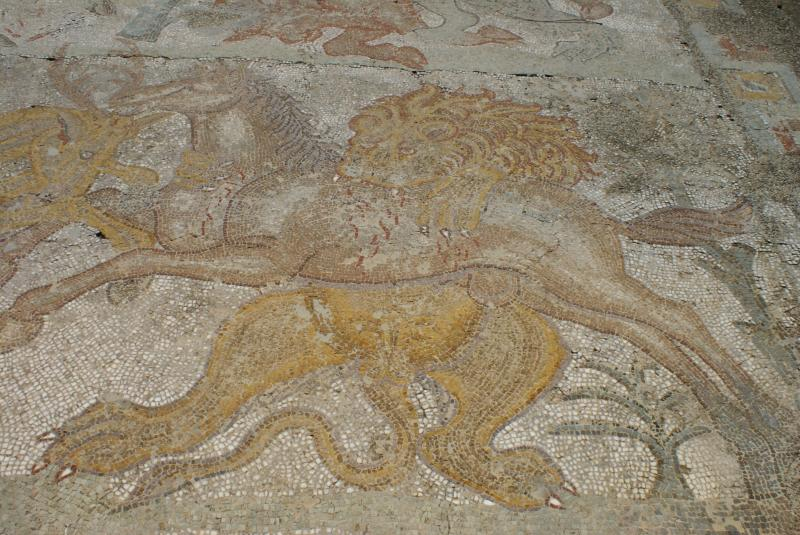
Quart inférieur droit : tête du cerf, lion attaquant un onagre.

En 1958, des travaux d'aménagement d'un cours de tennis localisent les vestiges très déteriorés de deux maisons, dont une avec un grand péristyle bordé de portiques à mosaïques. Les fouilles de 1963 dégagent une salle de réception dont l'entrée carrée de 4 × 4,95 m est tapissée d'une mosaïque bien conservée. Divisé en deux registres, elle figure des combats d'animaux sauvages. Réalisée en tesselles de calcaire, de marbre et de terre cuite, elle offre sept teintes, vert, ocre jaune, brun, ocre rouge, mauve, noir et blanc, et quinze nuances.
Le registre inférieur représente un décor d'arbustes et d'arbres gris et vert. Entre ces végétaux, une panthère verte tâchée de noir bondit sur un cerf qui s'enfuit. À côté, un lion à la crinière bouclée mord un onagre qui tente de s'enfuir. Au registre supérieur, un lion dévore un onagre tandis qu'une panthère verte attaque un taureau jaune et grenat. Les scènes extrêmement violentes sont traitées avec un grand réalisme des postures et du rendu des muscles. Datée d'après de fragments de sigillée découvert par stratigraphie, la composition pourrait dater du IVe siècle ou du Ve siècle et pourrait dériver de modèles alexandrins.

#### MosaïqueUlysse et les Sirènes

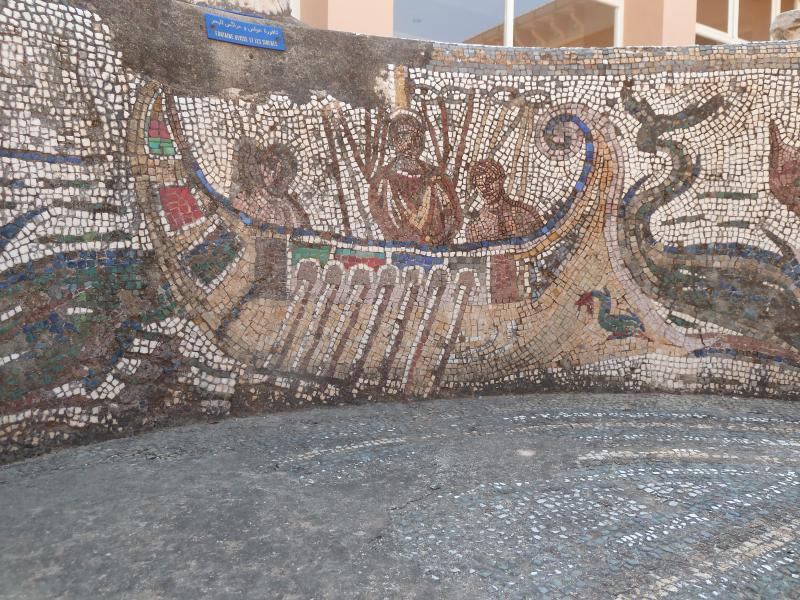
Ulysse et les sirènes.

En 1940 et 1940, furent mis au jour un ensemble hydraulique et les vestiges d'une maison dans la partie centrale de la cité. Deux bassins de nymphée bordant un péristyle. De forme semi-circulaire avec un diamètre de 2,60 m pour 60 cm de profondeur, ils étaient décorés de mosaïques sur leurs bords, représentant sur un bassin un triomphe de Neptune, dans l'autre bassin, Ulysse et les sirènes. Le fond des bassins est simplement tapissé de traits noirs sur fond blanc, figurant la mer. Ces mosaïques ont été gravement détériorées lors de leur découverte et restaurées avec des tesselles en pâte de verre. La fabrication était soignée, avec de fines tesselles, entre 3mm et 10 mm de côté, en calcaire, marbre, terre cuite et pâte de verre, offrant 11 teintes et 20 nuances colorées.
Le scène illustre le célèbre épisode de la rencontre des Sirènes, dans l'Odyssée d'Ulysse. Sur le navire aux extrémités relevées se tient Ulysse, attaché au mat, entre deux compagnons. De gros dauphins s'ébattent près de l'embarcation. Les Sirènes, nues et aux longues pattes d'oiseau, se tiennent sur le rivage, de part et d'autre du navire, tenant des instruments de musique.

#### Mosaïque desVendanges

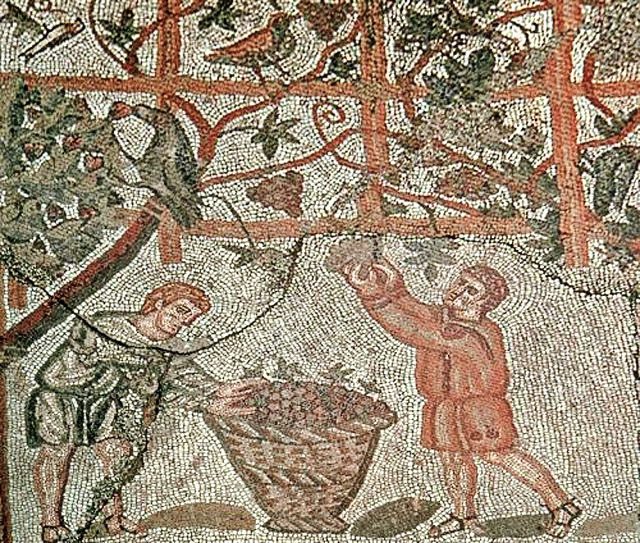
Détail, deux vendangeurs sous la treille.

Cette mosaïque a été découverte en 1958, lors de l'aménagement d'un nouveau cours de tennis qui dégagea les restes de deux édifices. Bien conservée, la mosaïque des Vendanges décorait une grande salle d'apparat de l'édifice oriental. Elle mesure 
4,40 × 3,70 m. Composée de tesselles allant de 3 à 14 mm de côté, elle présente une riche palette de neuf couleurs et vingt-trois nuances
La partie centrale du décor est une treille vue par en-dessus, formée d'un quadrillage de baguettes de bois et portée par des poteaux, sur laquelle s'accrochent rameaux de vigne et grappes de raisin, le tout agrémenté de quelques oiseaux. Les travailleurs censés s'activer sous la treille sont figurés autour du dessin. Les uns cueillent des grappes, un boucher flanqué d'un chien découpe un animal attaché à un cep de vigne tandis qu'un autre tient un lièvre, un homme debout semble enduire un dolium pour le rendre étanche. Une partie mutilée de la mosaïque montrait le foullage du raisin, on ne distingue que les pieds et un déversoir d'où coule le jus.

### Inscriptions et stèles

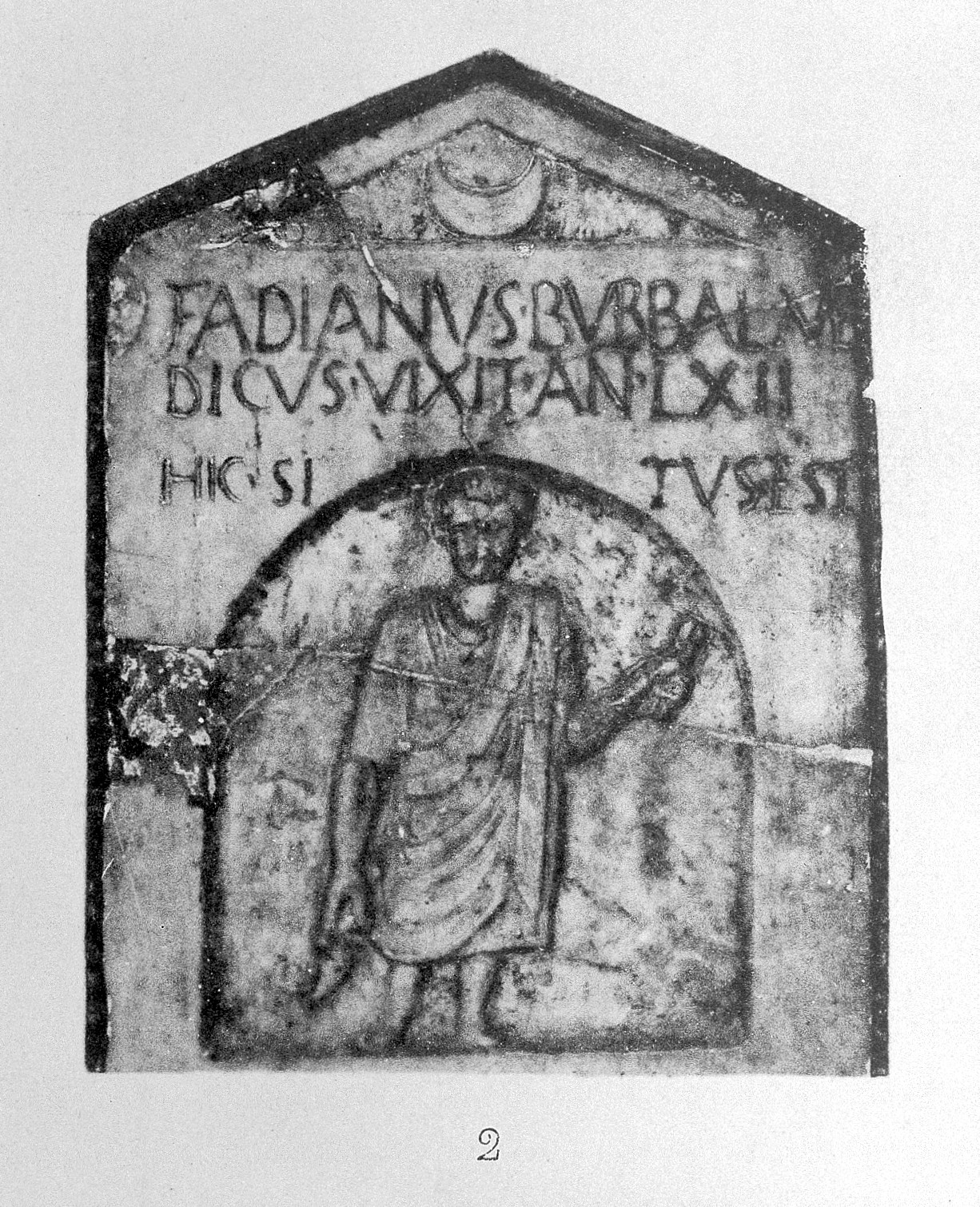
Stèle funéraire du médecin Fadianus Bubbal..

Le musée procède dans sa collection plusieurs stèles et inscriptions, symboles, gravures ou sculptures, de nature honorifique, commémorative, funéraire ou religieuse.
Certaines inscriptions sont en grec, mais les inscriptions latines, funéraires pour la plupart, sont les plus nombreuses (environ 200 en 1924).

### Éléments architectoniques
On y trouve des chapiteaux de pilastres, des fragments de colonnette feuilles d'eau et branches de fleurs, des fragments de revêtements ornés de sculptures, des fragments de colonnette en torsade, et divers fragments de sculpture. Le musée procède aussi dans sa collection différents sarcophages avec des inscriptions et des ornements.

## Galerie d'œuvres exposées

Quelques œuvres exposées au musée de Cherchell
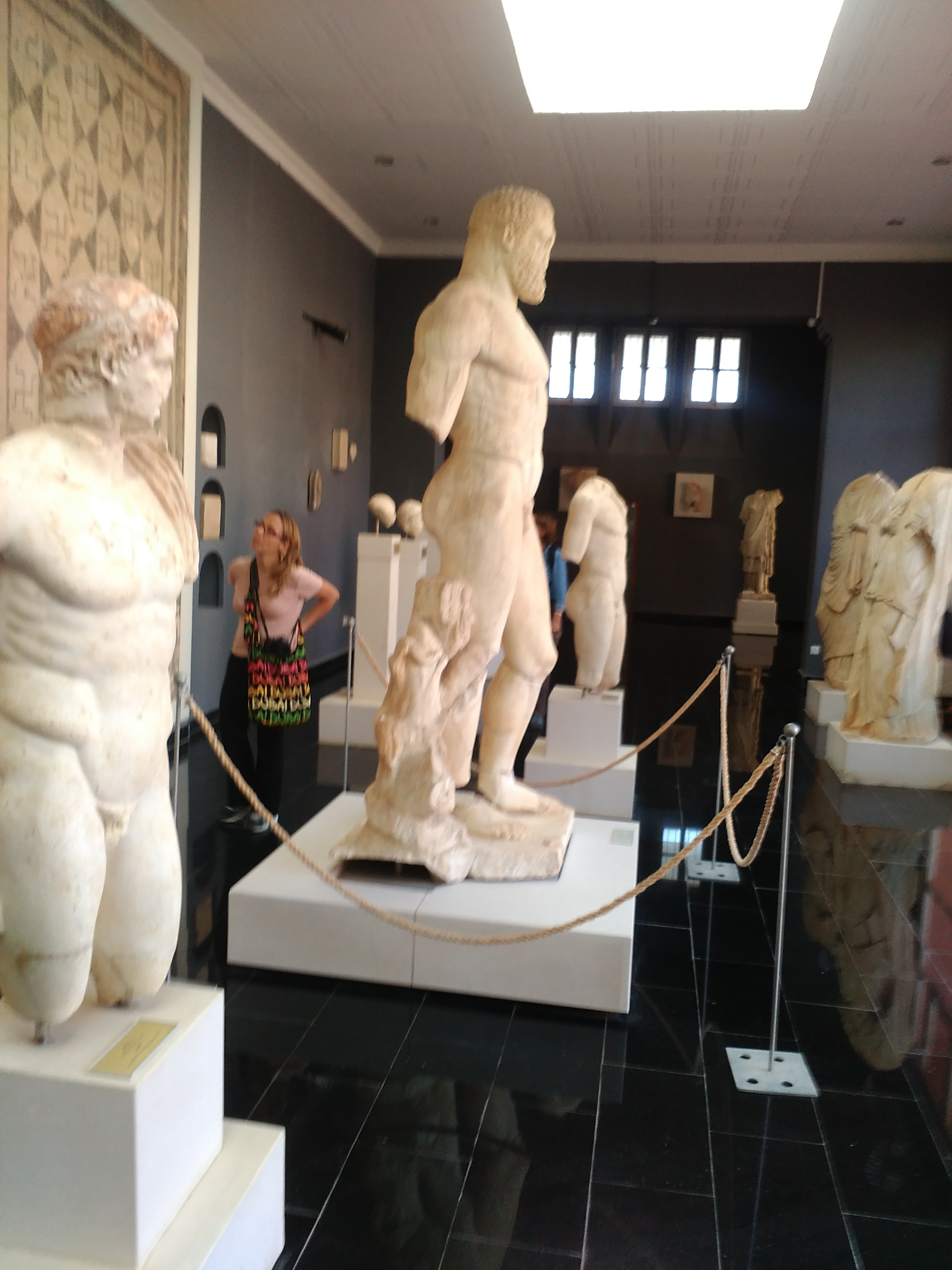
Salle des sculptures.
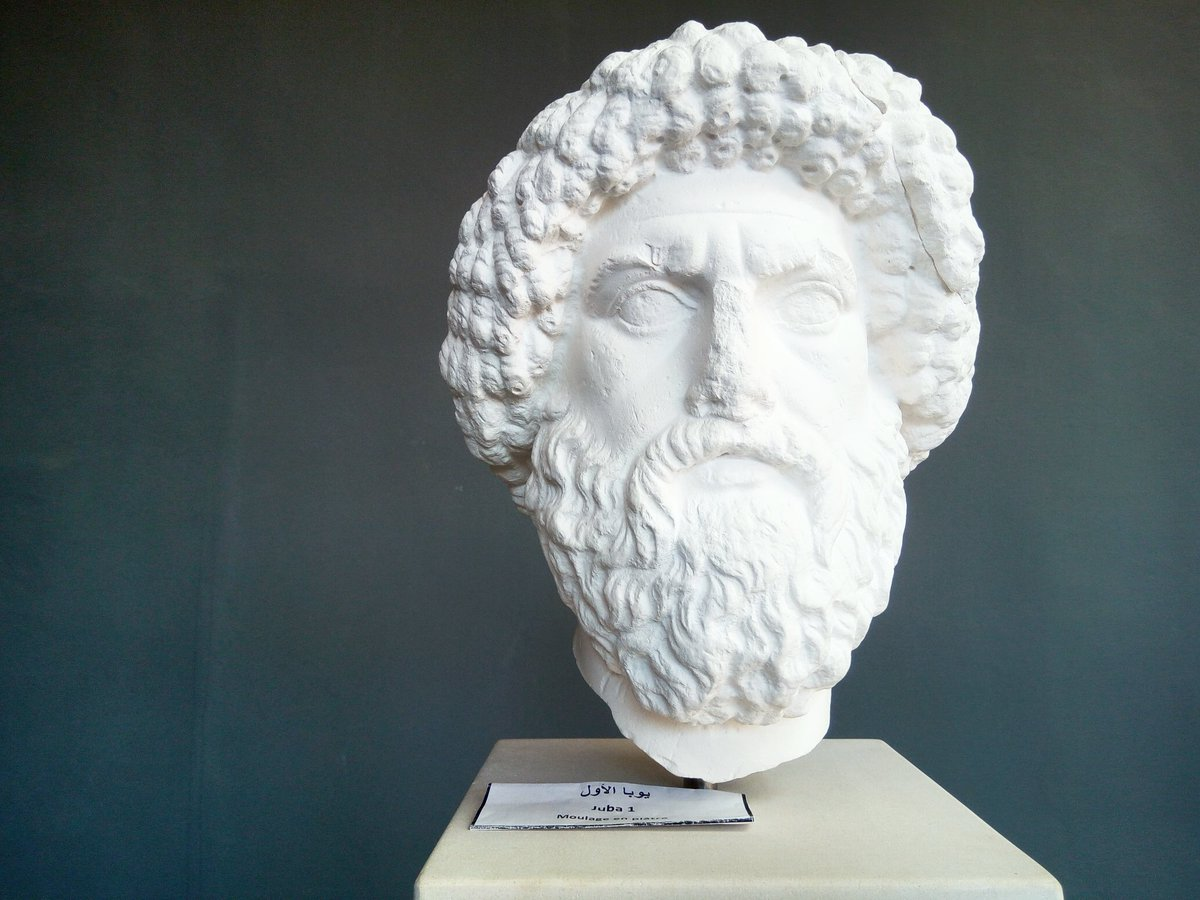
Buste de Juba Ier.
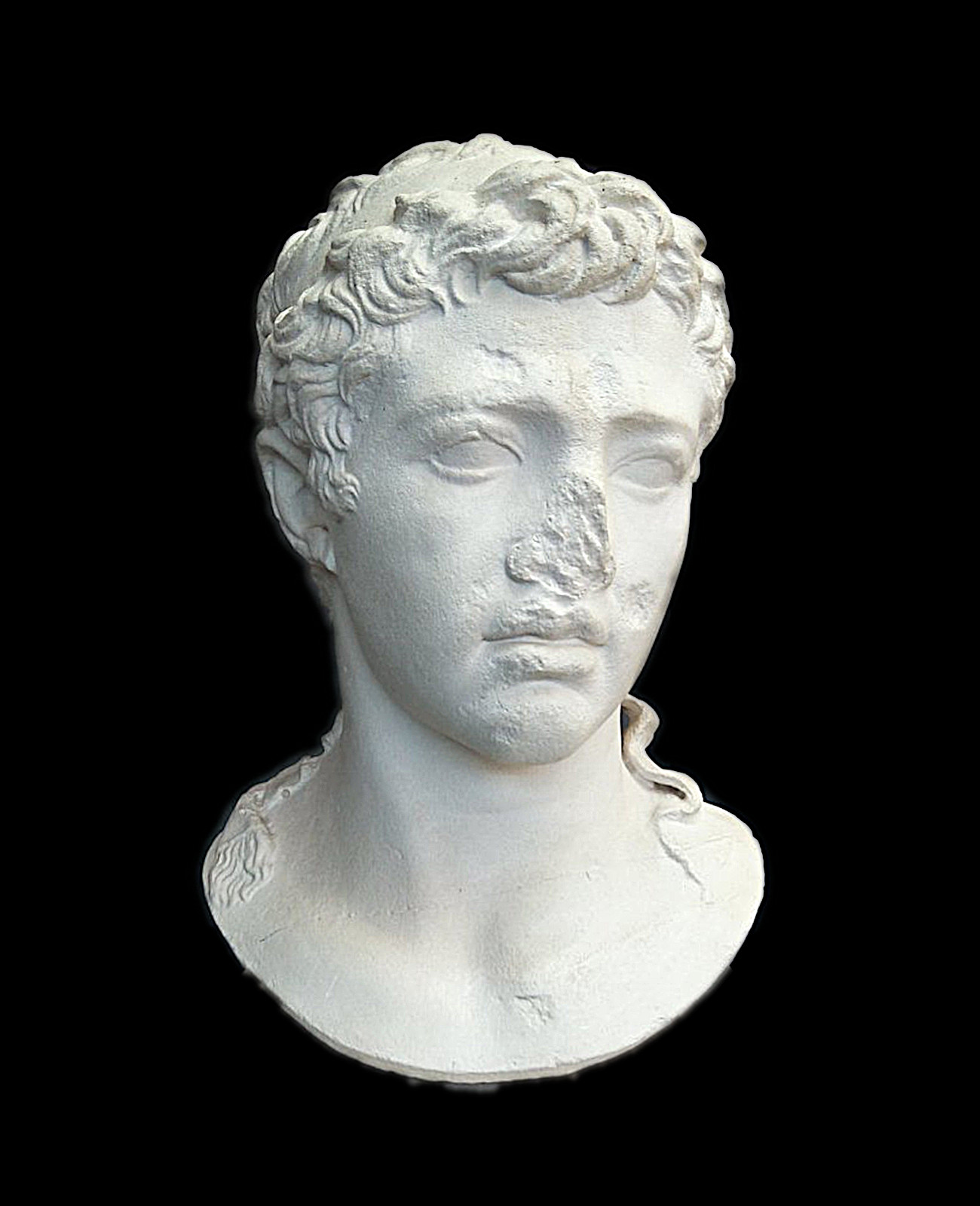
Buste de Juba II.
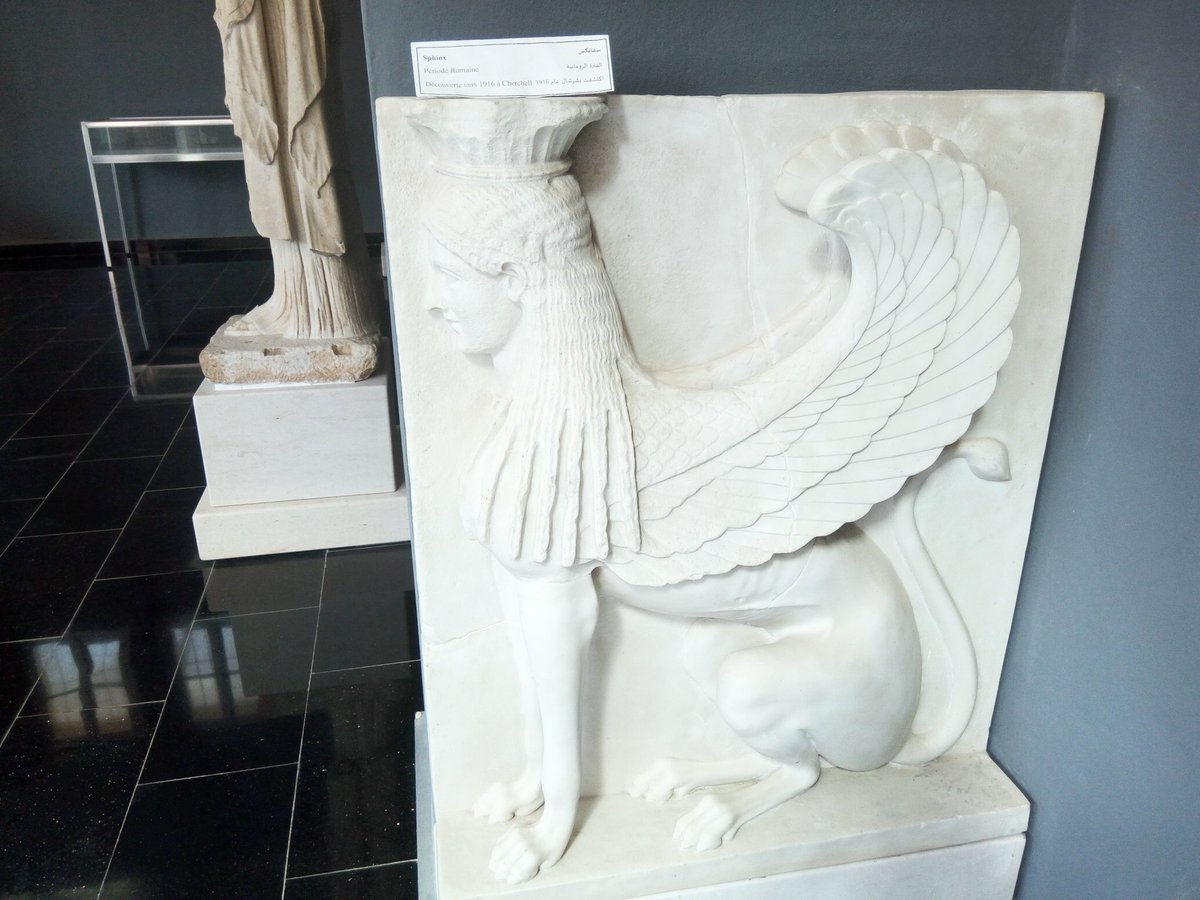
Bas-relief de Sphinx.
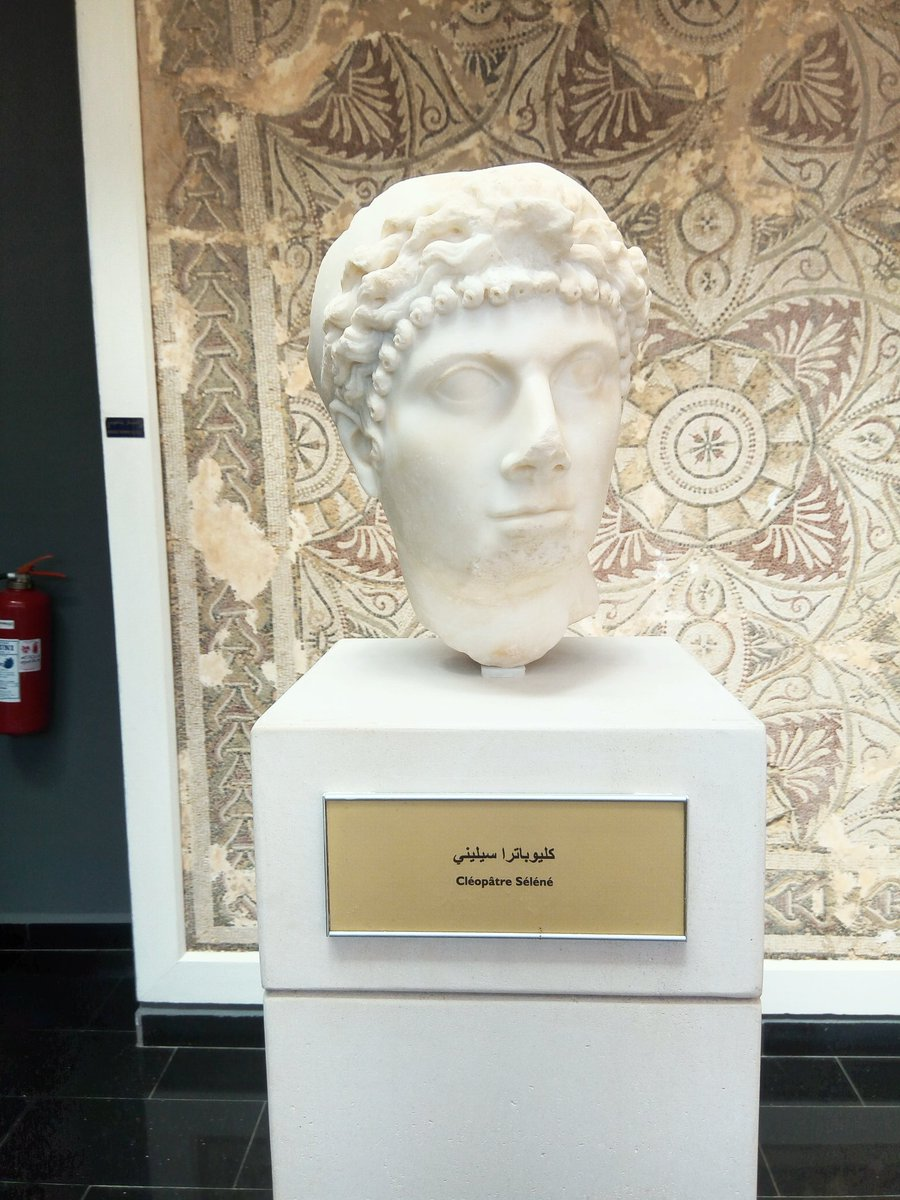
Buste de Cléopâtre Séléné II.
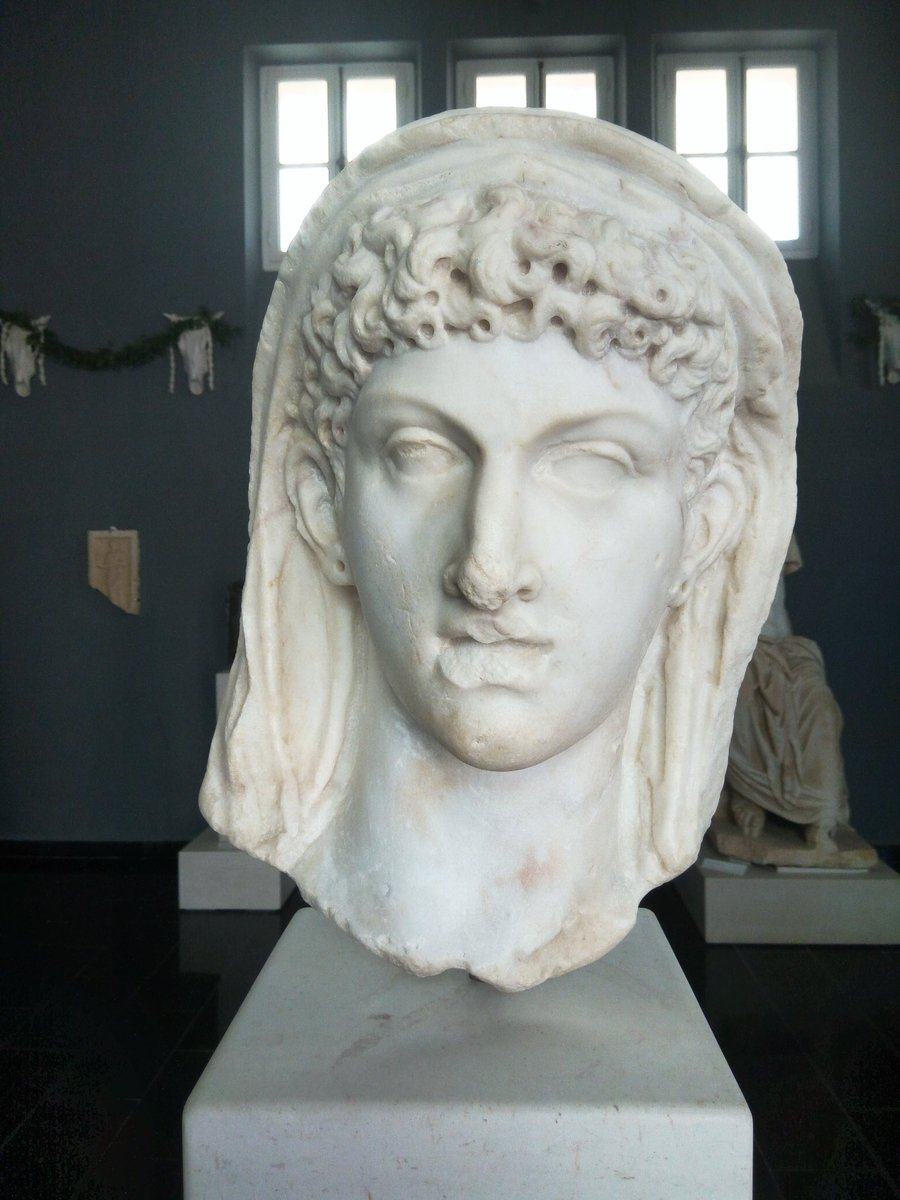
Portrait de Cléopâtre VII.
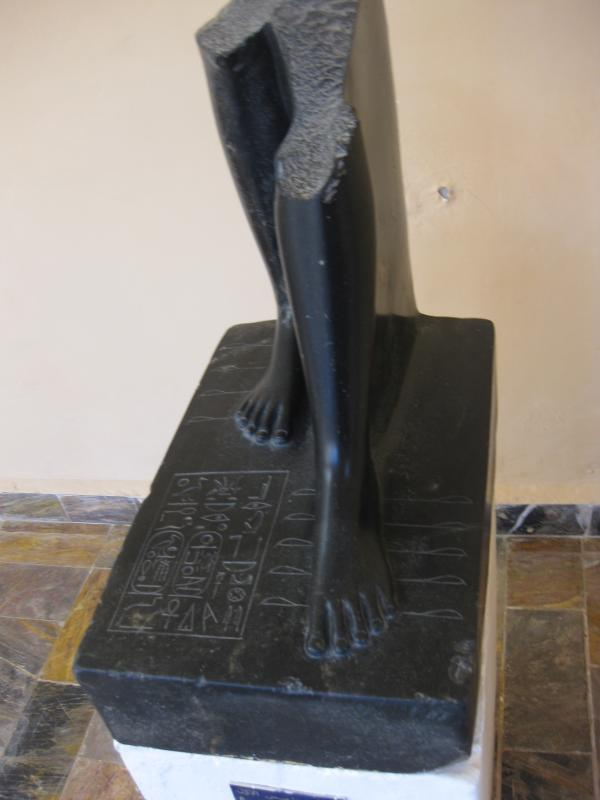
Pied de Thoutmôsis Ier.
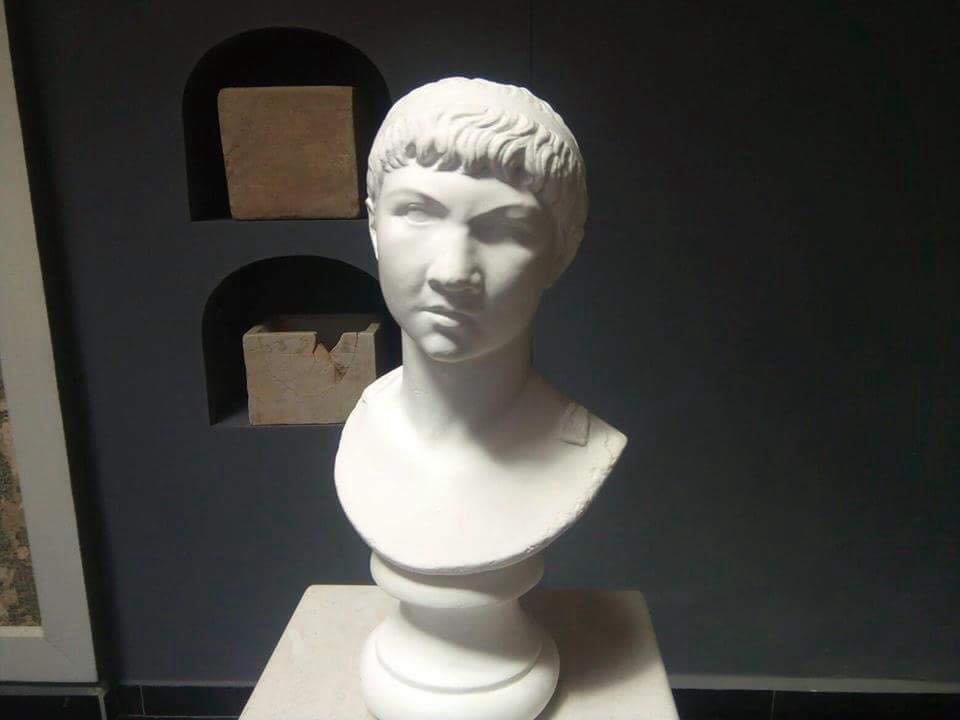
Buste de Ptolémée de Maurétanie.
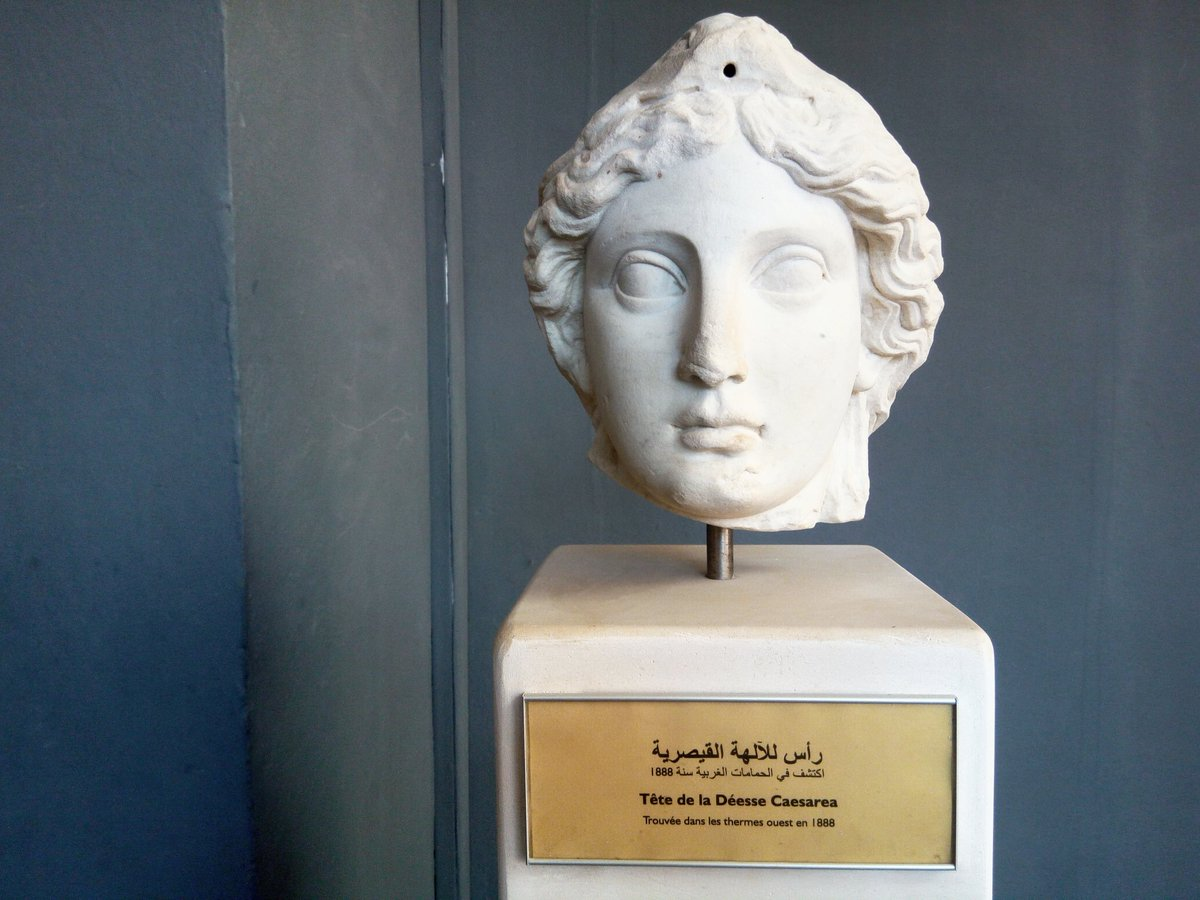
Buste de la déesse Cæsarea.
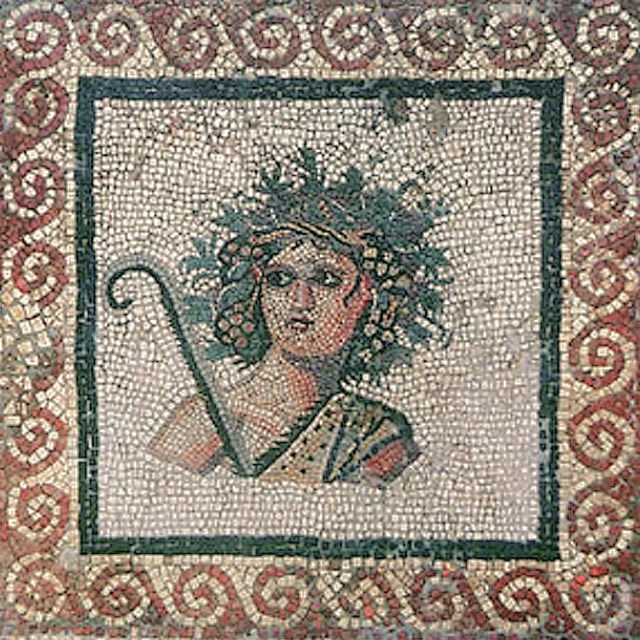
Mosaïque de Bacchus jeune.
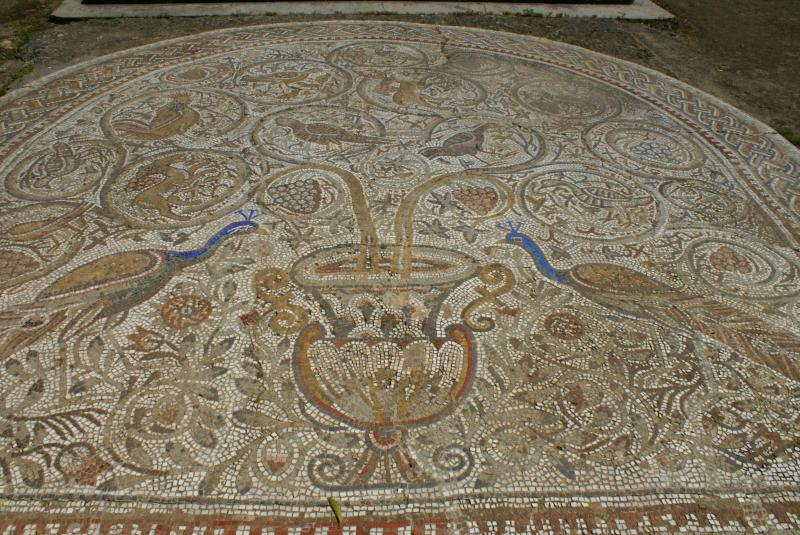
Mosaïque des deux paons[29].
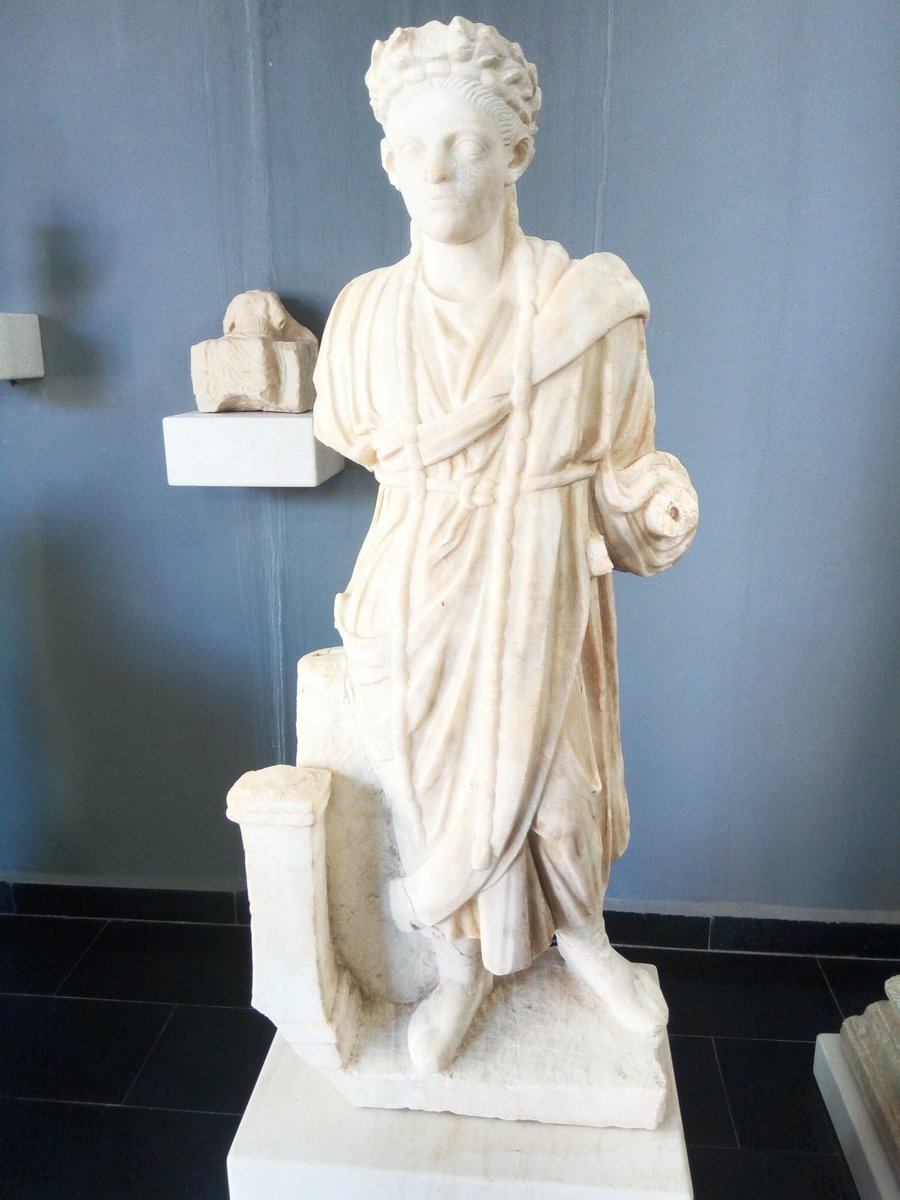
Prêtre de Cybèle.

## Conservateurs
- Jean Glénat en 1925[30] et 1926[31]
- Aïcha Merazka (2011-2016)
- Nadjoua Atif-Hamza (depuis 2016)